# Head Music
Head Music — четвёртый студийный альбом группы Suede. Выпущен звукозаписывающей компанией «Nude Records» в 1999 году. Первый альбом, на котором неизменного продюсера Эда Баллера сменил Стив Осборн, известный по работе с U2 и Placebo. Звучание группы стало более электронным, более экспериментальным, что не всех поклонников удовлетворило; тем не менее, альбом вновь достиг первого места в британских чартах.

## Список композиций
1. «Electricity» (Anderson/Codling/Oakes) — 4:39
2. «Savoir Faire» (Anderson) — 4:37
3. «Can’t Get Enough» (Anderson/Codling) — 3:58
4. «Everything Will Flow» (Anderson/Oakes) — 4:41
5. «Down» (Anderson/Oakes) — 6:12
6. «She’s in Fashion» (Anderson/Codling) — 4:53
7. «Asbestos» (Anderson/Codling) — 5:17
8. «Head Music» (Anderson) — 3:23
9. «Elephant Man» (Codling) — 3:06
10. «Hi-Fi» (Anderson) — 5:09
11. «Indian Strings» (Anderson) — 4:21
12. «He’s Gone» (Anderson/Codling) — 5:35
13. «Crack in the Union Jack» (Anderson) — 1:56